# Andrea I d'Ungheria
Andrea I d'Ungheria, detto il Bianco o il Cattolico (in ungherese Katolikus András/Endre) (1015 circa – Zirc, prima del 6 dicembre 1060), fu re d'Ungheria dal 1046 al 1060.
Discendente di un ramo cadetto della dinastia degli Arpadi, dopo aver trascorso quindici anni in esilio salì al trono durante una grande rivolta pagana organizzata dagli ungheresi. Nel corso del suo mandato, rafforzò la posizione del cristianesimo nel regno d'Ungheria e difese con successo la sua indipendenza contro il bellicoso Sacro Romano Impero.
I suoi sforzi volti a garantire la successione di suo figlio, Salomone, scatenarono l'aperta ribellione di suo fratello, Béla, il quale detronizzò Andrea con la forza nel 1060. Il sovrano subì delle ferite gravi durante i combattimenti e morì prima che suo fratello fosse incoronato re.

## Biografia

### Infanzia (1015 circa-1031)
Le fonti medievali forniscono due resoconti contraddittori sui genitori di Andrea e dei suoi due fratelli, Levente e Béla. Nello specifico, la Cronaca di Zagabria e la Vita di San Gerardo riferiscono che il padre dei tre era Vazul, un nipote di Taksony, gran principe dal 955 circa al 970 circa. La Chronica Picta e altre fonti medievali raccontano che la madre dei figli di Vazul «fosse una giovane donna» del clan di Tátony, ragion per cui i piccoli «non erano nati da un vero letto matrimoniale». Secondo una consolidata tradizione conservata dalla maggior parte delle cronache, i tre principi erano figli del fratello di Vazul, Ladislao il Calvo. Gli storici moderni, che rigettano quest'ultima ricostruzione, concordano sul fatto che Andrea e i suoi fratelli fossero figli di Vazul e della sua concubina del clan Tátony. Secondo lo storico Gyula Kristó, Andrea era il secondo dei tre figli avuti da Vazul e nacque intorno al 1015.

### In esilio (1031-1046)
Secondo le cronache medievali, Vazul fu accecato durante il regno di suo cugino, re Stefano I, il primo monarca cristiano d'Ungheria (attivo al potere dal 997 al 1038). Il re ordinò la mutilazione di Vazul dopo la morte, nel 1031, di Emerico, suo unico erede sopravvissuto all'infanzia. I contemporanei Annales Altahenses narrano che il sovrano stesso ordinò la mutilazione di uno dei suoi parenti, il quale vantava un forte diritto al trono, nel tentativo di assicurare una pacifica successione al figlio di sua sorella, Pietro Orseolo. La stessa fonte aggiunge che Stefano espulse dal territorio magiaro i tre figli del cugino accecato. Secondo il resoconto contrastante fornito dalle cronache ungheresi, il sovrano voleva prevenire eventuali attentati alla vita dei giovani principi per mano dei propri nemici alla corte reale e «gli consigliò di fuggire in tutta fretta» dal regno.
(Annales Altahenses)

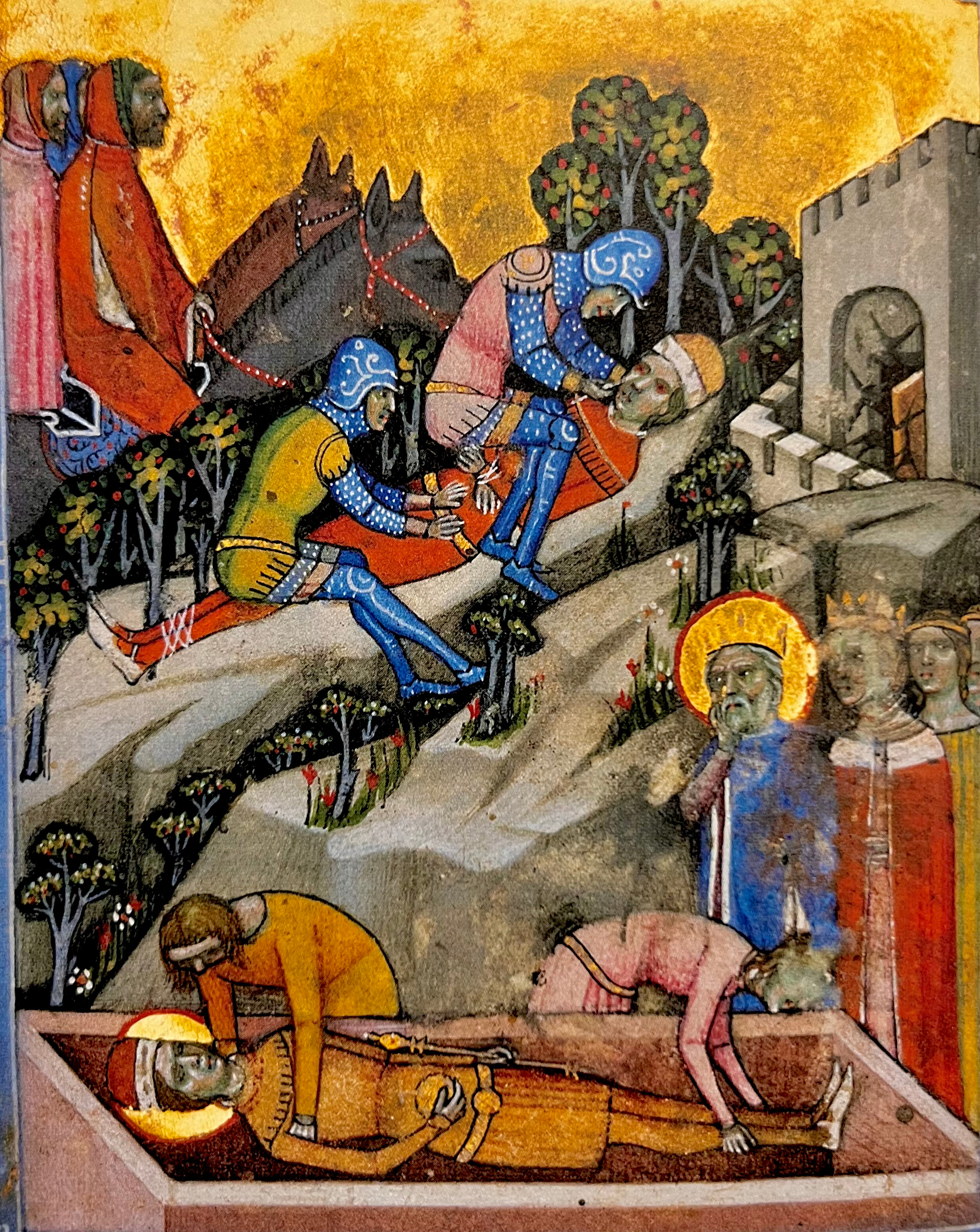
L'accecamento di Vazul dopo la morte di Emerico, unico figlio sopravvissuto all'infanzia di Stefano I d'Ungheria

Esiliati dall'Ungheria, Andrea e i suoi fratelli trovarono rifugio presso la corte del duca Ulrico di Boemia (al potere dal 1012 al 1033). Fu lì che incontrò Miecislao II di Polonia (r. 1025-1031, 1032/1034), rifugiatosi anch'egli in Boemia dopo che i suoi oppositori erano stati espulsi dal suo regno. Il monarca polacco riconquistò la corona e tornò nella capitale Cracovia nel 1032. Andrea, Béla e Levente, la cui «condizione di vita era povera e meschina» in Boemia, seguirono Miecislao II, che li ricevette riservandogli un «trattamento cordiale e degno di onore» in patria. Dopo che il più giovane dei fratelli, ovvero Béla, sposò Richeza, una delle figlie di Miecislao, Andrea e Levente decisero di abbandonare Cracovia, perché, secondo Simone di Kéza, «sentivano che sarebbero vissuti in Polonia all'ombra del fratello».
Le cronache magiare hanno consentito di conoscere la storia tramandata per generazioni dai loro antenati e infarcita di dettagli inverosimili o anacronistici delle successive peripezie che coinvolsero i due fratelli. Nello specifico, si narra che Andrea e Levente furono fatti prigionieri dai Cumani, ma quest'ultimo popolo arrivò in Europa solo negli anni 1050. Avendo affrontato molte difficoltà, Andrea e Levente si stabilirono alla corte di Jaroslav il Saggio, gran principe di Kiev (r. 1019-1054) alla fine degli anni 1030. Questi concesse sua figlia Anastasia in sposa ad Andrea; Kristó scrive che Andrea, che fino a quel momento era rimasto pagano, era battezzato in questa occasione.
(Chronica Picta)

### Ritorno in Ungheria (1046)

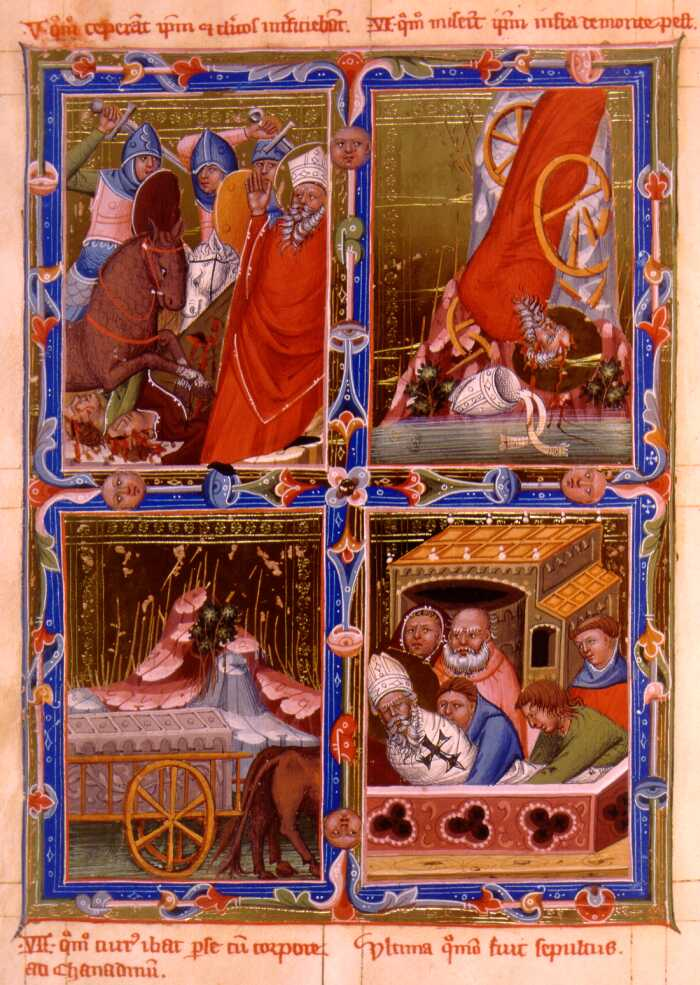
Miniatura del Leggendario Angioino (1330) che ritrae l'uccisione dei sacerdoti compiuta dai pagani durante la rivolta di Vata e il martirio del vescovo Gerardo di Csanád

Nel frattempo, Pietro Orseolo, subentrato in veste di re a Stefano in Ungheria nel 1038, si attirò parecchie antipatie quando riconobbe solennemente sull'Ungheria la sovranità di Enrico III, il sacro romano imperatore dell'epoca, nel 1045. Secondo la Chronica Picta, i membri dell'aristocrazia scontenti, «notando le sofferenze del loro popolo», si riunirono in gran segreto a Csanád (oggi Cenad, in Romania). Essi decisero di inviare degli ambasciatori ad Andrea e Levente a Kiev, al fine di persuaderli a far ritorno in Ungheria. Temendo «qualche insidioso agguato», i due fratelli partirono soltanto dopo che gli emissari da loro inviati in Ungheria confermarono che gli ungheresi erano pronti a scatenare un'insurrezione contro il re.
Quando i due fratelli decisero di tornare, in Ungheria era scoppiata una rivolta. In quel contesto, i ribelli si aizzarono contro le autorità ecclesiastiche cristiane e, senza pietà, li massacrarono. Andrea e Levente incontrarono i ribelli ad Abaújvár. La Chronica Picta narra di come la popolazione avesse esortato i nobili «a consentire a tutto il popolo di vivere secondo i riti pagani, di uccidere i vescovi e il clero, di distruggere le chiese, di spogliarsi della fede cristiana e di adorare gli idoli». La stessa fonte aggiunge che Andrea e Levente cedettero a tutte le loro richieste, «poiché altrimenti essi non avrebbero combattuto» per spodestare il re Pietro.
Gli Annales Altahenses affermano che Andrea «si accanì senza pietà contro il gregge della Santa Chiesa». Malgrado ciò, il vescovo Gerardo di Csanád e altri quattro prelati si dichiararono pronti a unirsi ad Andrea, ma i rivoltosi catturarono e massacrarono tre di loro (incluso Gerardo) a Buda. Constatata la situazione, Pietro Orseolo si convinse ad abbandonare quanto prima l'Ungheria al fine di trovare rifugio nella vicina Austria. Tuttavia, i delegati di Andrea convinsero il sovrano a fare ritorno prima che raggiungesse i confini, riuscendo a catturarlo con uno stratagemma e a privarlo della vista accecandolo.

### Incoronazione (1046-1047)
La maggioranza dei nobili e dei prelati magiari si oppose fermamente all'ipotesi di ripristinare le usanze pagane. Per questo motivo, l'élite propendeva per il devoto cristiano Andrea al posto del fratello pagano Levente, anche se, almeno secondo Kristó e Steinhübel, quest'ultimo era il maggiore tra i tre figli di Vazul. Le cronache ungheresi riportano che Levente, il quale sarebbe morto di lì a poco, non si oppose all'ascesa al trono del consanguineo. I tre vescovi sopravvissuti alla rivolta pagana incoronarono Andrea ad Albareale nell'ultimo quarto del 1046 o nella primavera del 1047. Lo storico Ferenc Makk sostiene che Andrea ricevette una corona inviatagli dall'imperatore bizantino Costantino IX Monomaco. Nove placche in smalto saldate a questa corona d'oro furono portate alla luce a Ivanka pri Nitre) nel XIX secolo. Andrea ruppe presto la promessa compiuta nei confronti dei suoi sostenitori pagani, restaurando il cristianesimo e dichiarando i riti legati al culto tradizionali contrari alla legge. Secondo Kosztolnyik, gli epiteti relativi ad Andrea (il Bianco o il Cattolico) andrebbero ricondotti proprio a questi eventi.

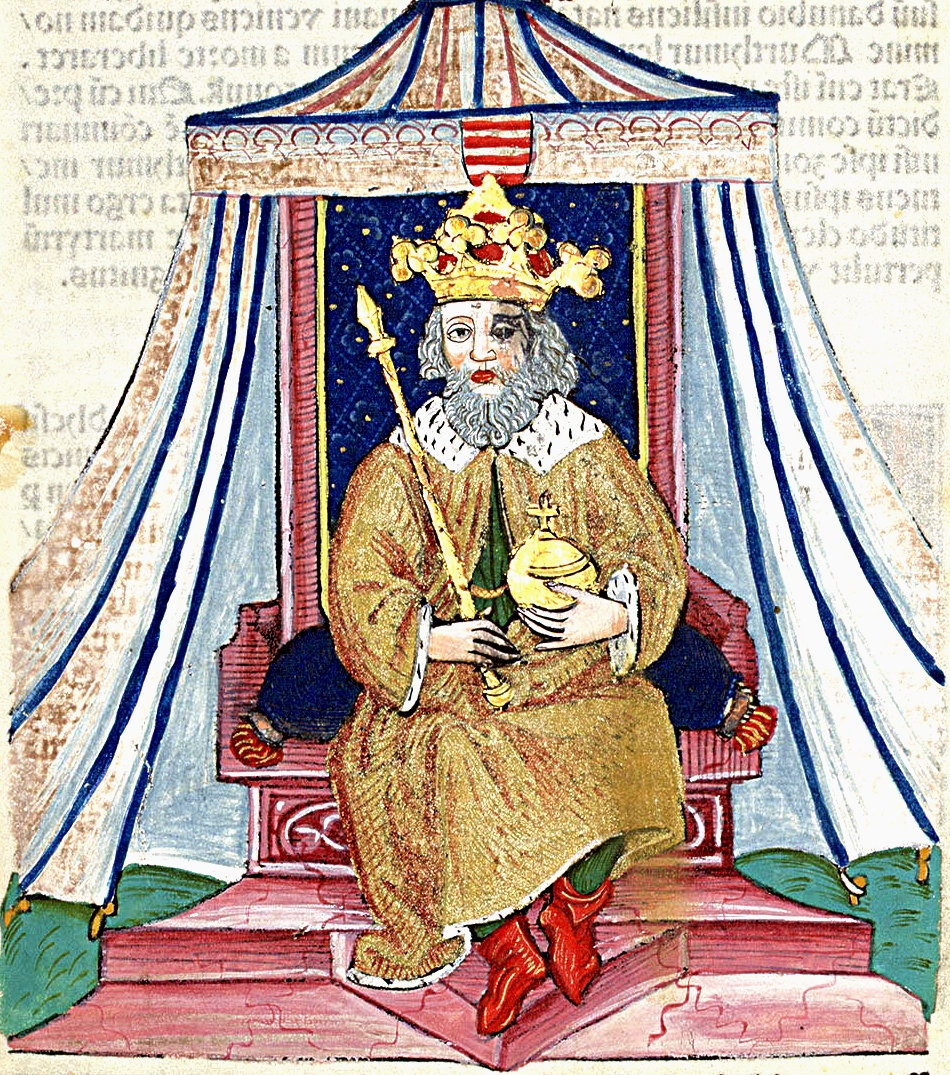
Andrea I nella Chronica Hungarorum di Giovanni di Thurocz del XV secolo

(Chronica Picta)

### Guerre con il Sacro Romano Impero (1047-1053)
Il contemporaneo Ermanno il Contratto narra che Andrea «inviò spesso dei messaggeri che esprimevano umili suppliche» all'imperatore Enrico III, proponendogli il pagamento di «un tributo annuale e intenzioni pacifiche» qualora l'imperatore avesse riconosciuto l'autonomia del suo regno. Nel 1048, Andrea convinse suo fratello Béla a fate ritorno dalla Polonia in Ungheria. Inoltre, gli concesse l'amministrazione di un terzo del regno (Tercia pars regni) confederendogli il titolo di duca. Il ducato di Béla comprendeva due regioni che vantavano come centri principali Nitra e Biharia.
Enrico III, che preferiva la politica filo-imperiale adottata da Pietro Orseolo, autorizzò delle prime schermaglie lungo le frontiere nel 1050. L'imperatore invase poi militarmente l'Ungheria nel mese di agosto del 1051, ma Andrea e Béla applicarono con successo la tattica della terra bruciata ai danni delle truppe tedesche e le costrinsero a ritirarsi per la penuria di rifornimenti a disposizione (battaglia di Vértes). Una leggenda riferisce che le colline di Vértes, situate vicino ad Albareale, devono il nome alle armature (vért in ungherese) abbandonate dai soldati tedeschi in ritirata.
Andrea avviò nuovi negoziati di pace con l'imperatore e ribadì la promessa di pagare un tributo annuale, ma le sue offerte furono rifiutate. L'estate seguente, Enrico tornò in Ungheria e cinse d'assedio Presburgo (Bratislava, in Slovacchia). La Chronica Picta vuole che in tale occasione fu Zotmund, «un nuotatore assai esperto», a sabotare e causare l'affondamento delle imbarcazioni che il Sacro Romano Impero schierò sulle acque del Danubio. Dopo che papa Leone IX si propose come mediatore per un trattato di pace, l'imperatore tolse l'assedio e si ritirò dall'Ungheria, ottenendo comunque delle condizioni vantaggiose. Andrea si rifiutò presto di mantenere le promesse fatte sotto costrizione, giungendo persino ad allearsi con Corrado I di Baviera, un importante oppositore dell'imperatore Enrico III.
(Ermanno il Contratto, Chronicon)

### Crisi di successione e morte (1053-1060)
La moglie di Andrea, Anastasia, diede alla luce un figlio, chiamato Salomone nel 1053. Il monarca tentò di rendere sicura la successione di suo figlio pur essendo consapevole delle pretese di suo fratello, Béla, che vantava un forte diritto di successione ai sensi del principio tradizionale di anzianità agnatizia.

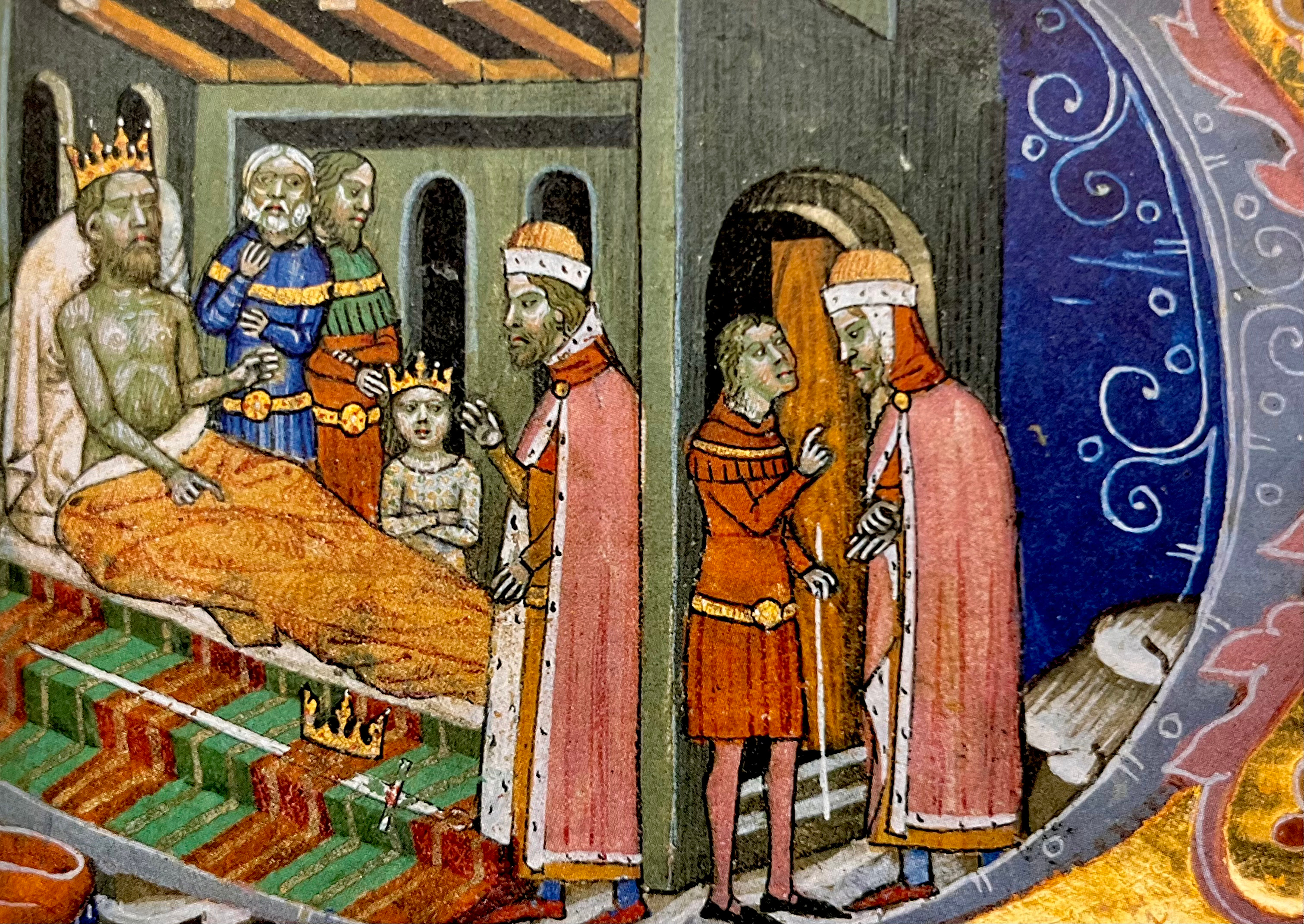
L'episodio di Tiszavárkony immortalato nella Chronica Picta: un paralizzato Andrea costringe suo fratello Béla a scegliere tra la corona e la spada

Ad ogni modo, il rapporto tra i fratelli non si deteriorò subito dopo la nascita di Salomone. Nell'atto di fondazione dell'abbazia di Tihany, un monastero benedettino istituito nel 1055 da Andrea, il duca Béla compare nell'elenco dei testimoni del documento. Questo statuto, sebbene scritto principalmente in latino, contiene il primo riferimento di cui si ha conoscenza in ungherese (Feheruuaru rea meneh hodu utu rea, ovvero "sulla strada militare che conduce a Fehérvár"). Andrea fondò anche una laura per eremiti ortodossi a Tihany e un monastero ortodosso vicino a Visegrád. Il Terzo libro delle leggi di re Ladislao I d'Ungheria (r. 1077-1095) si riferisce a una «valutazione delle proprietà compiuta dal giudice Sarkas» avvenuta sotto «re Andrea e il duca Béla». Secondo György Györffy, fu durante questo contesto che si comprese meglio il numero dei servi attivi nei domini reali intorno al 1056.
Nel 1054, appoggiò il cattolicesimo durante lo scisma d'oriente, prendendo dunque le distanze dalle scelte compiute dalla Rus' di Kiev e dall'impero bizantino. Verosimilmente in quegli anni, Andrea subì un ictus che gli comportò una paralisi. Nel tentativo di rafforzare la pretesa al trono di suo figlio, egli fece incoronare Salomone all'età di quattro anni nell'autunno del 1057. Inoltre, sempre allo stesso scopo, Andrea organizzò nel settembre del 1058 il fidanzamento di suo figlio con Giuditta, una figlia del defunto imperatore Enrico III e sorella del nuovo monarca tedesco, Enrico IV (r. 1056-1105). In un momento successivo e imprecisato della sua vita, stando a un episodio narrato da quasi ogni cronaca magiara, il monarca invitò il duca Béla a un incontro a Tiszavárkony. Al loro incontro, Andrea avrebbe concesso a suo fratello la possibilità di scegliere liberamente tra una corona e una spada, ovvero rispettivamente i simboli del regno e del ducatus. Béla, che era stato precedentemente informato dai suoi sostenitori che alla corte di Andrea sarebbe stato assassinato per ordine del re se avesse optato per la corona, indicò la spada.
Tuttavia, Béla, che in realtà non aveva intenzione di rinunciare alla sua pretesa di subentrare a suo fratello in favore di suo nipote, fuggì in Polonia e cercò assistenza militare rivolgendosi al duca Boleslao II (r. 1058-1079). Forte del supporto di quest'ultimo, Béla tornò in Ungheria alla testa delle truppe polacche. Al contempo, l'imperatrice vedova Agnese, al governo del Sacro Romano Impero in nome del figlio minorenne Enrico IV, spedì delle truppe bavaresi, boemi e sassoni per assistere Andrea.
La battaglia decisiva fu combattuta nelle regioni a est del fiume Tibisco, verosimilmente a cavallo dell'attuale confine tra la Romania e l'Ungheria; in quell'occasione, Andrea subì diverse ferite e la lotta si concluse per lui in una disfatta. Pur avendo tentato di fuggire nel Sacro Romano Impero, i sostenitori di suo fratello costrinsero il seguito di Andrea a spingersi verso Moson. Gli Annales Altahenses narrano che carri e cavalli lo calpestarono sul campo di battaglia. Ferito a morte, il capo dei fuggitivi fu catturato e intercettato a Zirc, dove, secondo la Chronica Picta, «fu trattato con noncuranza». Andrea si spense nel palazzo reale prima che Béla fosse incoronato re il 6 dicembre 1060. Il defunto fu poi sepolto nella cripta della chiesa dell'Abbazia di Tihany.

## Famiglia

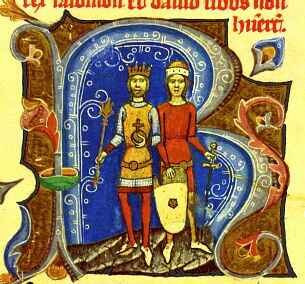
I due figli di Andrea e di Anastasia di Kiev, re Salomone (r. 1063-1074) e il duca Davide

La moglie di Andrea, Anastasia, era la figlia del gran principe Jaroslav I di Kiev detto il Saggio, e di sua moglie Ingegerd, una delle discendenti di Olof III di Svezia. Andrea sposò Anastasia, nata intorno al 1020, nel 1038 circa. La loro prima figlia, Adelaide, nacque intorno al 1040. La giovane fu data in sposa a Vratislao II di Boemia, che fu inizialmente duca e, dal 1085, re di Boemia. Il primogenito di Andrea e Anastasia, Salomone, nacque nel 1053, mentre il secondo, Davide, alcuni anni più tardi. Né Salomone né Davide ebbero dei discendenti; la linea maschile della famiglia di Andrea si estinse definitivamente entro la fine dell'XI secolo.
(Chronica Picta)
Le cronache medievali testimoniano che Andrea avesse avuto un figlio illegittimo, tale Giorgio, «da una concubina» natia di Pilismarót. Poiché il suo nome era popolare tra i credenti ortodossi, Gyula Kristó ipotizza che sua madre potrebbe essere stata una dama di compagnia della consorte di Andrea proveniente dalla Rus' di Kiev. Stando a un racconto abbastanza popolare, Giorgio si sarebbe trasferito in Scozia e sarebbe diventato il capostipite del clan Drummond assieme a suo figlio Maurizio, ma si tratta di una testimonianza non ritenuta veritiera da alcuni studiosi.
Il seguente albero genealogico presenta gli antenati di Andrea, i suoi discendenti e alcuni dei suoi parenti menzionati nell'articolo.
|                      |                      |                         |                         |                         |                         | Taksony                 | Taksony                 | Taksony | Taksony | Taksony             | Taksony             |                             |                             | una nobildonna «cumana»*    | una nobildonna «cumana»*    | una nobildonna «cumana»*    | una nobildonna «cumana»*    | una nobildonna «cumana»* | una nobildonna «cumana»* |                   |                   |                        |                        |                        |                        |                           |                           |                           |                           |                           |                           |                     |                     |                     |                     |                          |                   |                    |                    |                    |                    |                    |                    |  |  |        |        |        |        |        |        |
|                      |                      |                         |                         |                         |                         | Taksony                 | Taksony                 | Taksony | Taksony | Taksony             | Taksony             |                             |                             | una nobildonna «cumana»*    | una nobildonna «cumana»*    | una nobildonna «cumana»*    | una nobildonna «cumana»*    | una nobildonna «cumana»* | una nobildonna «cumana»* |                   |                   |                        |                        |                        |                        |                           |                           |                           |                           |                           |                           |                     |                     |                     |                     |                          |                   |                    |                    |                    |                    |                    |                    |  |  |        |        |        |        |        |        |
|                      |                      |                         |                         |                         |                         |                         |                         |         |         |                     |                     |                             |                             |                             |                             |                             |                             |                          |                          |                   |                   |                        |                        |                        |                        |                           |                           |                           |                           |                           |                           |                     |                     |                     |                     |                          |                   |                    |                    |                    |                    |                    |                    |  |  |        |        |        |        |        |        |
|                      |                      |                         |                         |                         |                         |                         |                         |         |         |                     |                     |                             |                             |                             |                             |                             |                             |                          |                          |                   |                   |                        |                        |                        |                        |                           |                           |                           |                           |                           |                           |                     |                     |                     |                     |                          |                   |                    |                    |                    |                    |                    |                    |  |  |        |        |        |        |        |        |
| Géza                 | Géza                 | Géza                    | Géza                    | Géza                    | Géza                    |                         |                         |         |         |                     |                     |                             |                             |                             |                             |                             |                             | Mihály                   | Mihály                   | Mihály            | Mihály            | Mihály                 | Mihály                 |                        |                        | una principessa bulgara** | una principessa bulgara** | una principessa bulgara** | una principessa bulgara** | una principessa bulgara** | una principessa bulgara** |                     |                     |                     |                     |                          |                   |                    |                    |                    |                    |                    |                    |  |  |        |        |        |        |        |        |
| Géza                 | Géza                 | Géza                    | Géza                    | Géza                    | Géza                    |                         |                         |         |         |                     |                     |                             |                             |                             |                             |                             |                             | Mihály                   | Mihály                   | Mihály            | Mihály            | Mihály                 | Mihály                 |                        |                        | una principessa bulgara** | una principessa bulgara** | una principessa bulgara** | una principessa bulgara** | una principessa bulgara** | una principessa bulgara** |                     |                     |                     |                     |                          |                   |                    |                    |                    |                    |                    |                    |  |  |        |        |        |        |        |        |
|                      |                      |                         |                         |                         |                         |                         |                         |         |         |                     |                     |                             |                             |                             |                             |                             |                             |                          |                          |                   |                   |                        |                        |                        |                        |                           |                           |                           |                           |                           |                           |                     |                     |                     |                     |                          |                   |                    |                    |                    |                    |                    |                    |  |  |        |        |        |        |        |        |
|                      |                      |                         |                         |                         |                         |                         |                         |         |         |                     |                     |                             |                             |                             |                             |                             |                             |                          |                          |                   |                   |                        |                        |                        |                        |                           |                           |                           |                           |                           |                           |                     |                     |                     |                     |                          |                   |                    |                    |                    |                    |                    |                    |  |  |        |        |        |        |        |        |
| Stefano I d'Ungheria | Stefano I d'Ungheria | Stefano I d'Ungheria    | Stefano I d'Ungheria    | Stefano I d'Ungheria    | Stefano I d'Ungheria    |                         |                         |         |         |                     |                     | una signora del clan Tátony | una signora del clan Tátony | una signora del clan Tátony | una signora del clan Tátony | una signora del clan Tátony | una signora del clan Tátony |                          |                          | Vazul             | Vazul             | Vazul                  | Vazul                  | Vazul                  | Vazul                  |                           |                           |                           |                           | Ladislao il Calvo         | Ladislao il Calvo         | Ladislao il Calvo   | Ladislao il Calvo   | Ladislao il Calvo   | Ladislao il Calvo   |                          |                   |                    |                    |                    |                    |                    |                    |  |  |        |        |        |        |        |        |
| Stefano I d'Ungheria | Stefano I d'Ungheria | Stefano I d'Ungheria    | Stefano I d'Ungheria    | Stefano I d'Ungheria    | Stefano I d'Ungheria    |                         |                         |         |         |                     |                     | una signora del clan Tátony | una signora del clan Tátony | una signora del clan Tátony | una signora del clan Tátony | una signora del clan Tátony | una signora del clan Tátony |                          |                          | Vazul             | Vazul             | Vazul                  | Vazul                  | Vazul                  | Vazul                  |                           |                           |                           |                           | Ladislao il Calvo         | Ladislao il Calvo         | Ladislao il Calvo   | Ladislao il Calvo   | Ladislao il Calvo   | Ladislao il Calvo   |                          |                   |                    |                    |                    |                    |                    |                    |  |  |        |        |        |        |        |        |
|                      |                      |                         |                         |                         |                         |                         |                         |         |         |                     |                     |                             |                             |                             |                             |                             |                             |                          |                          |                   |                   |                        |                        |                        |                        |                           |                           |                           |                           |                           |                           |                     |                     |                     |                     |                          |                   |                    |                    |                    |                    |                    |                    |  |  |        |        |        |        |        |        |
|                      |                      |                         |                         |                         |                         |                         |                         |         |         |                     |                     |                             |                             |                             |                             |                             |                             |                          |                          |                   |                   |                        |                        |                        |                        |                           |                           |                           |                           |                           |                           |                     |                     |                     |                     |                          |                   |                    |                    |                    |                    |                    |                    |  |  |        |        |        |        |        |        |
|                      |                      | concubina da Pilismarót | concubina da Pilismarót | concubina da Pilismarót | concubina da Pilismarót | concubina da Pilismarót | concubina da Pilismarót |         |         | Andrea I d'Ungheria | Andrea I d'Ungheria | Andrea I d'Ungheria         | Andrea I d'Ungheria         | Andrea I d'Ungheria         | Andrea I d'Ungheria         |                             |                             |                          |                          | Anastasia di Kiev | Anastasia di Kiev | Anastasia di Kiev      | Anastasia di Kiev      | Anastasia di Kiev      | Anastasia di Kiev      |                           |                           | Levente]                  | Levente]                  | Levente]                  | Levente]                  | Levente]            | Levente]            |                     |                     | Béla I d'Ungheria        | Béla I d'Ungheria | Béla I d'Ungheria  | Béla I d'Ungheria  | Béla I d'Ungheria  | Béla I d'Ungheria  |                    |                    |  |  |        |        |        |        |        |        |
|                      |                      | concubina da Pilismarót | concubina da Pilismarót | concubina da Pilismarót | concubina da Pilismarót | concubina da Pilismarót | concubina da Pilismarót |         |         | Andrea I d'Ungheria | Andrea I d'Ungheria | Andrea I d'Ungheria         | Andrea I d'Ungheria         | Andrea I d'Ungheria         | Andrea I d'Ungheria         |                             |                             |                          |                          | Anastasia di Kiev | Anastasia di Kiev | Anastasia di Kiev      | Anastasia di Kiev      | Anastasia di Kiev      | Anastasia di Kiev      |                           |                           | Levente]                  | Levente]                  | Levente]                  | Levente]                  | Levente]            | Levente]            |                     |                     | Béla I d'Ungheria        | Béla I d'Ungheria | Béla I d'Ungheria  | Béla I d'Ungheria  | Béla I d'Ungheria  | Béla I d'Ungheria  |                    |                    |  |  |        |        |        |        |        |        |
|                      |                      |                         |                         |                         |                         |                         |                         |         |         |                     |                     |                             |                             |                             |                             |                             |                             |                          |                          |                   |                   |                        |                        |                        |                        |                           |                           |                           |                           |                           |                           |                     |                     |                     |                     |                          |                   |                    |                    |                    |                    |                    |                    |  |  |        |        |        |        |        |        |
|                      |                      |                         |                         |                         |                         |                         |                         |         |         |                     |                     |                             |                             |                             |                             |                             |                             |                          |                          |                   |                   |                        |                        |                        |                        |                           |                           |                           |                           |                           |                           |                     |                     |                     |                     | Re d'Ungheria (dal 1074) |                   |                    |                    |                    |                    |                    |                    |  |  |        |        |        |        |        |        |
|                      |                      |                         |                         |                         |                         |                         |                         |         |         |                     |                     |                             |                             |                             |                             |                             |                             |                          |                          |                   |                   |                        |                        |                        |                        |                           |                           |                           |                           |                           |                           |                     |                     |                     |                     |                          |                   |                    |                    |                    |                    |                    |                    |  |  |        |        |        |        |        |        |
|                      |                      |                         |                         |                         |                         |                         |                         |         |         |                     |                     |                             |                             |                             |                             |                             |                             |                          |                          |                   |                   |                        |                        |                        |                        |                           |                           |                           |                           |                           |                           |                     |                     |                     |                     |                          |                   |                    |                    |                    |                    |                    |                    |  |  |        |        |        |        |        |        |
|                      |                      |                         |                         |                         |                         | Giorgio                 | Giorgio                 | Giorgio | Giorgio | Giorgio             | Giorgio             |                             |                             | Adelaide                    | Adelaide                    | Adelaide                    | Adelaide                    | Adelaide                 | Adelaide                 |                   |                   | Vratislao II di Boemia | Vratislao II di Boemia | Vratislao II di Boemia | Vratislao II di Boemia | Vratislao II di Boemia    | Vratislao II di Boemia    |                           |                           | Salomone d'Ungheria       | Salomone d'Ungheria       | Salomone d'Ungheria | Salomone d'Ungheria | Salomone d'Ungheria | Salomone d'Ungheria |                          |                   | Giuditta di Svevia | Giuditta di Svevia | Giuditta di Svevia | Giuditta di Svevia | Giuditta di Svevia | Giuditta di Svevia |  |  | Davide | Davide | Davide | Davide | Davide | Davide |
|                      |                      |                         |                         |                         |                         | Giorgio                 | Giorgio                 | Giorgio | Giorgio | Giorgio             | Giorgio             |                             |                             | Adelaide                    | Adelaide                    | Adelaide                    | Adelaide                    | Adelaide                 | Adelaide                 |                   |                   | Vratislao II di Boemia | Vratislao II di Boemia | Vratislao II di Boemia | Vratislao II di Boemia | Vratislao II di Boemia    | Vratislao II di Boemia    |                           |                           | Salomone d'Ungheria       | Salomone d'Ungheria       | Salomone d'Ungheria | Salomone d'Ungheria | Salomone d'Ungheria | Salomone d'Ungheria |                          |                   | Giuditta di Svevia | Giuditta di Svevia | Giuditta di Svevia | Giuditta di Svevia | Giuditta di Svevia | Giuditta di Svevia |  |  | Davide | Davide | Davide | Davide | Davide | Davide |

*Una donna cazara, pecenega o bulgara del Volga.
**Györffy ritiene si tratti di una donna legata alla dinastia bulgara dei Cometopuli.

## Ascendenza
|                     |   |   | Genitori |  |  | Nonni |  |  | Bisnonni           |  |  | Trisnonni         |  |
|                     |   |   |          |  |  |       |  |  | Taksony d'Ungheria |  |  | Zoltán d'Ungheria |  |
|                     |   |   |          |  |  |       |  |  | Taksony d'Ungheria |  |  | Zoltán d'Ungheria |  |
|                     |   | … |          |  |  |       |  |  | Taksony d'Ungheria |  |  |                   |  |
| Mihály              |   |   |          |  |  |       |  |  | Taksony d'Ungheria |  |  |                   |  |
|                     |   | … | …        |  |  |       |  |  |                    |  |  |                   |  |
|                     |   | … | …        |  |  |       |  |  |                    |  |  |                   |  |
|                     |   | … | …        |  |  |       |  |  |                    |  |  |                   |  |
| Vazul               |   | … |          |  |  |       |  |  |                    |  |  |                   |  |
|                     |   | … | …        |  |  |       |  |  |                    |  |  |                   |  |
|                     |   | … | …        |  |  |       |  |  |                    |  |  |                   |  |
|                     |   | … | …        |  |  |       |  |  |                    |  |  |                   |  |
| …                   |   | … |          |  |  |       |  |  |                    |  |  |                   |  |
|                     |   | … | …        |  |  |       |  |  |                    |  |  |                   |  |
|                     |   | … | …        |  |  |       |  |  |                    |  |  |                   |  |
|                     |   | … | …        |  |  |       |  |  |                    |  |  |                   |  |
| Andrea I d'Ungheria |   | … |          |  |  |       |  |  |                    |  |  |                   |  |
|                     | … | … |          |  |  |       |  |  |                    |  |  |                   |  |
|                     | … | … |          |  |  |       |  |  |                    |  |  |                   |  |
|                     | … | … |          |  |  |       |  |  |                    |  |  |                   |  |
| …                   | … |   |          |  |  |       |  |  |                    |  |  |                   |  |
|                     |   | … | …        |  |  |       |  |  |                    |  |  |                   |  |
|                     |   | … | …        |  |  |       |  |  |                    |  |  |                   |  |
|                     |   | … | …        |  |  |       |  |  |                    |  |  |                   |  |
| …                   |   | … |          |  |  |       |  |  |                    |  |  |                   |  |
|                     |   | … | …        |  |  |       |  |  |                    |  |  |                   |  |
|                     |   | … | …        |  |  |       |  |  |                    |  |  |                   |  |
|                     |   | … | …        |  |  |       |  |  |                    |  |  |                   |  |
| …                   |   | … |          |  |  |       |  |  |                    |  |  |                   |  |
|                     |   | … | …        |  |  |       |  |  |                    |  |  |                   |  |
|                     |   | … | …        |  |  |       |  |  |                    |  |  |                   |  |
|                     |   | … | …        |  |  |       |  |  |                    |  |  |                   |  |
|                     |   | … |          |  |  |       |  |  |                    |  |  |                   |  |

## Galleria d'immagini

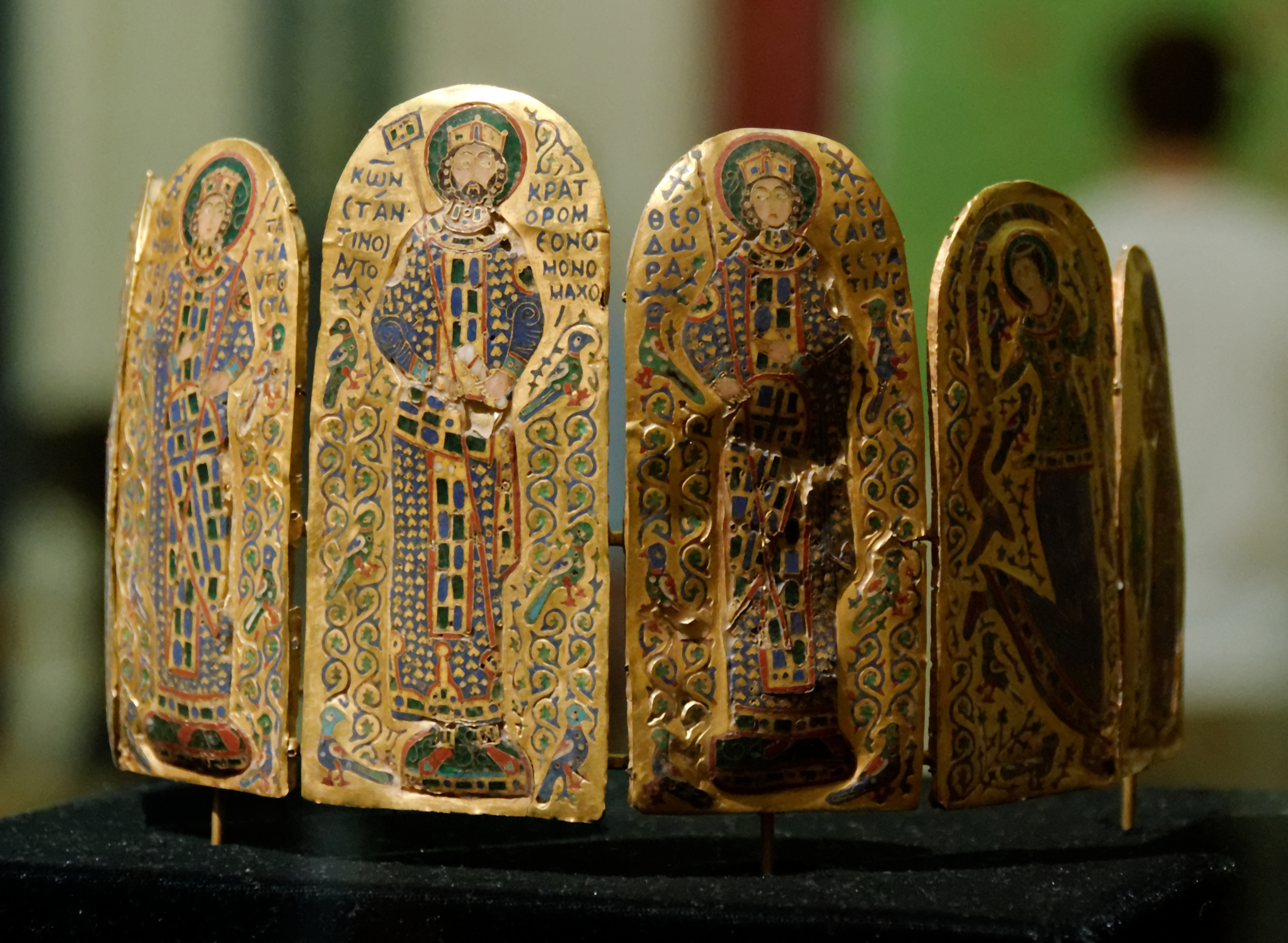
Le placche dorate della corona trovate a Ivanka pri Nitre. Secondo lo storico Ferenc Makk, Andrea I fu incoronato con questa corona
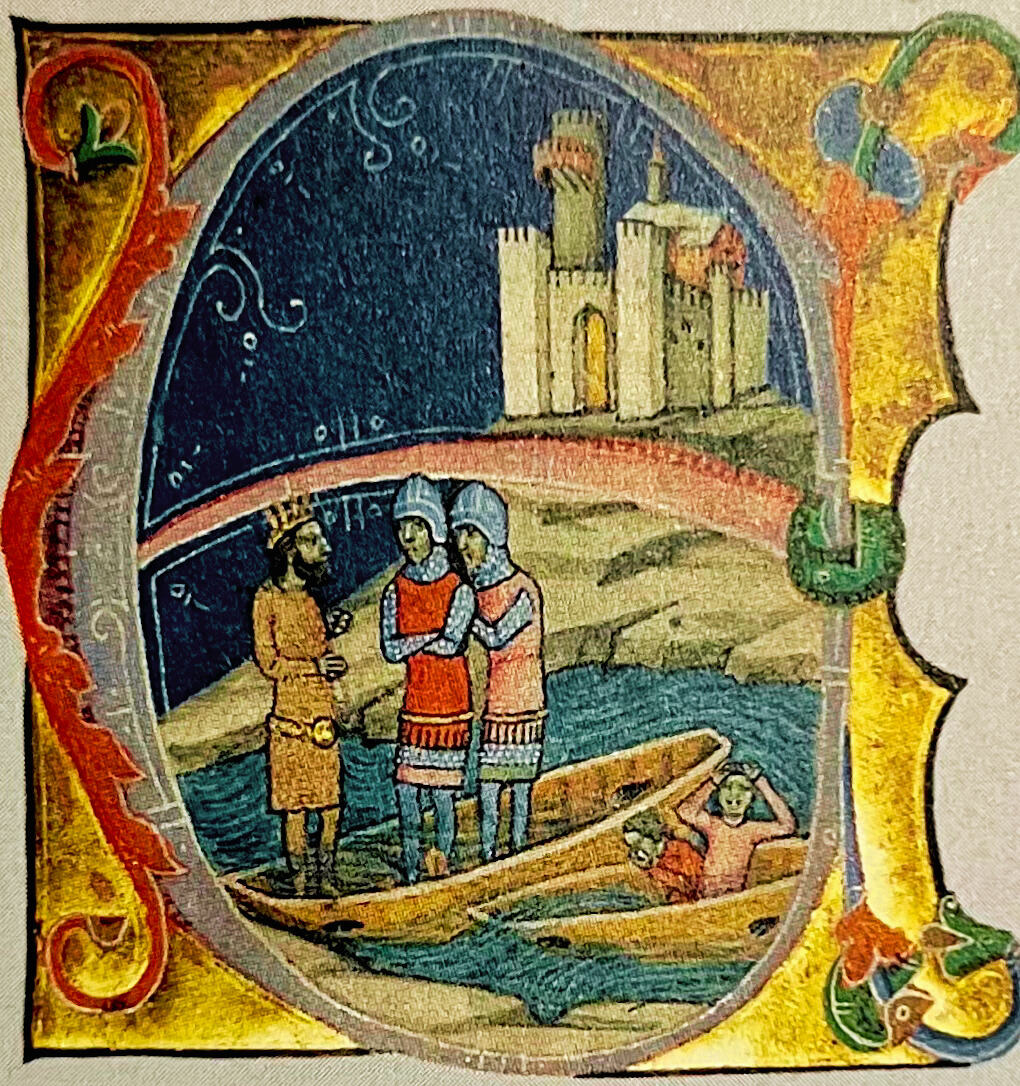
L'affondamento delle navi imperiali compiuto a Presburgo da Zotmund, Chronica Picta
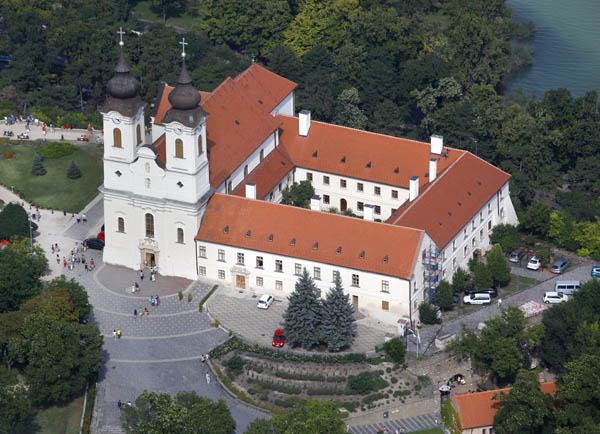
L'Abbazia benedettina di Tihany fondata nel 1055 da Andrea
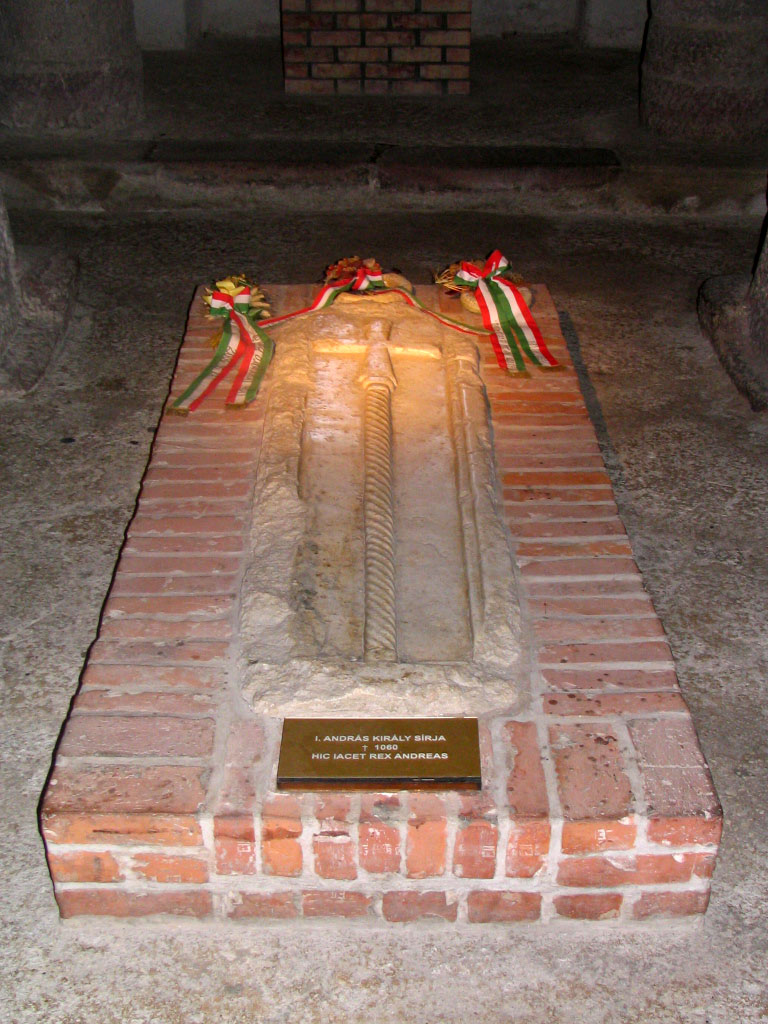
Tomba di Andrea nella cripta della chiesa dell'Abbazia di Tihany

### Fonti primarie
- (EN) Ermanno il Contratto, Chronicon, in Eleventh-century Germany: The Swabian Chronicles, traduzione di I. S. Robinson, Manchester University Press, 2008, ISBN 978-0-7190-7734-0.
- Simone di Kéza, Gesta Hunnorum et Hungarorum, traduzione di László Veszprémy e Frank Schaer, CEU Press, 1999, ISBN 963-9116-31-9.
- Dezső Dercsényi, Leslie S. Domonkos (a cura di), Chronica Picta, Corvina, Taplinger Publishing, 1970, ISBN 0-8008-4015-1.

### Fonti secondarie
- (EN) Július Bartl, Dušan Škvarna, Viliam Čičaj e Mária Kohútova, Slovak History: Chronology & Lexicon, Wauconda, Bolchazy-Carducci Publishers, 2002, ISBN 978-08-65-16444-4.
- (EN) Nora Berend, József Laszlovszky e Béla Zsolt Szakács, The Kingdom of Hungary, in Christianization and the Rise of Christian Monarchy: Scandinavia, Central Europe and Rus' c.900-1200, 1ª ed., Cambridge, Cambridge University Press, 2007,  pp. 319-368, ISBN 978-11-39-46836-7.
- (EN) David Buckton, The Treasury of San Marco, Venice, Metropolitan Museum of Art, 1984.
- (EN) Florin Curta, Southeastern Europe in the Middle Ages, 500-1250, Cambridge, Cambridge University Press, 2006, ISBN 978-0-511-81563-8.
- (EN) Pál Engel, The Realm of St Stephen: A History of Medieval Hungary, 895-1526, I.B. Tauris Publishers, 2001, ISBN 1-86064-061-3.
- (EN) György Györffy, King Saint Stephen of Hungary, Atlantic Research and Publications, 1994, ISBN 978-0-88033-300-9.
- (HU) György Györffy, István király és műve [Re Stefano e il suo operato], Balassi Kiadó, 2000.
- (EN) László Kontler, Millennium in Central Europe: A History of Hungary, Atlantisz Publishing House, 1999, ISBN 963-9165-37-9.
- (EN) Z.J. Kosztolnyik, Five Eleventh Century Hungarian Kings: Their Policies and their Relations with Rome, Columbia University Press, 1981, ISBN 0-914710-73-7.
- (HU) Gyula Kristó e Ferenc Makk, Az Árpád-ház uralkodói [Sovrani della casata degli Arpadi], I.P.C. Könyvek, 1996, ISBN 963-7930-97-3.
- (HU) Gyula Kristó, Az államalapítás korának írott forrásai [Fonti Scritte risalenti all'Epoca della Fondazione dello Stato], Szegedi Középkorász Műhely, 1999, ISBN 963-482-393-9.
- (HU) Ferenc Makk, Magyar külpolitika (896-1196) [La politica estera ungherese (896-1196)], Szegedi Középkorász Műhely, 1993, ISBN 978-963-04-2913-9.
- (EN) Tadeusz Manteuffel, The Formation of the Polish State: The Period of Ducal Rule, 963-1194, traduzione di Andrew Gorski, Wayne State University Press, 1982, ISBN 0-8143-1682-4.
- (EN) I.S. Robinson, Henry IV of Germany, 1056-1106, Cambridge University Press, 1999, ISBN 0-521-54590-0.
- (EN) Ján Steinhübel, The Duchy of Nitra, in Slovakia in History, Cambridge University Press, 2011,  pp. 15-29, ISBN 978-0-521-80253-6.
- (EN) Cameron Sutt, Slavery in Árpád-era Hungary in a Comparative Context East Central and Eastern Europe in the Middle Ages, 450-1450, BRILL, 2015, ISBN 978-90-04-30158-0.
- (HU) Mór Wertner, Az Árpádok családi története [Storia della Famiglia degli Arpadi], Szabó Ferencz N.-eleméri plébános & Pleitz Fer. Pál Könyvnyomdája, 1892.